# 宁巴山严格自然保护区
宁巴山严格自然保护区（Mount Nimba Strict Nature Reserve）是几内亚和科特迪瓦共有的一处严格自然保护区（IUCN分类Ia-Strict Nature Reserve），包括宁巴山的大部分地区。保护区内的特有物种超过200种，包括豹属生物、黑猩猩、麂羚和几种类型的胎生蟾蜍。
该保护区总共约17540公顷，其中约12540位于几内亚的宁巴县，而约5000公顷位于科特迪瓦的达纳内省。宁巴山严格自然保护区附近的城镇有利比里亚的耶凯帕和几内亚的博苏。
宁巴山严格自然保护区已被登录为世界遗产。

## 登录基准
该世界遗产被认为满足世界遺產登錄基準中的以下基準而予以登錄：
- （ix）在陆上、淡水、沿海及海洋生态系统及动植物群的演化与发展上，代表持续进行中的生态学及生物学过程的显著例子。
- （x）拥有最重要及显著的多元性生物自然生态栖息地，包含从保育或科学的角度来看，符合普世价值的濒临绝种动物种。